# Elmer FEM solver
Abreviatura científica del botánico Adolph Daniel Edward Elmer (1870-1942)
Elmer es un programa para la solución de problemas de elementos finitos distribuido por la CSC (Finnish IT center for science), entidad administrada por el ministerio de educación finlandés. En su última versión, es soportada por diversas plataformas: (Unix, GNU/Linux, Windows, Mac). El desarrollo de Elmer se ha realizado con el apoyo de universidades de Finlandia, centros de investigación y la industria.
Elmer viene programado con distintos "juegos" de ecuaciones diferenciales parciales para facilitar el modelamiento de sistemas mecánicos, de estructuras, electromagnéticos, de transferencia de calor y de acústica entre otras. 
El programa se distribuye en paquetes integrados en un solo paquete. Algunos de los paquetes que forman parte son:
- ElmerPost
- ElmerFront
- ElmerGrid

## Programas similares
Existen en la actualidad varios programas informáticos que incorporan la solución de ecuaciones diferenciales por elementos finitos, algunos de ellos requieren ser comprados y otros se distribuyen bajo licencias de software libre. Dentro de los pagos, algunos paquetes son:
- Toolbox o conjunto de herramientas para solucionar ecuaciones diferenciales en Matlab, PDETool
- ANSYS
- Algor
- SDT (Requiere Scilab o Matlab)

Algunos paquetes de software libre son:
- OpenFEM
- FreeFem++